# 剑鸟
《剑鸟》是一本出自13岁中国女孩范祎之手的奇幻小说，2007年2月由世界第二大的出版集团美国哈珀柯林斯在全球出版发行。小说出版后旋即登上了纽约时报畅销小说的排行榜。2007年4月《剑鸟》又由中国人民文学出版社出版了英汉双语版，其中汉语部分是作者自己翻译的。
《剑鸟》出版后先后被美国《Book Sense》选为儿童推荐图书，被美国NBC电视台Al的儿童读书俱乐部选为2007暑假四本推荐儿童小说之一，被中国新闻出版总署评选为2007年“百种优秀少儿书目”之一。